# Тимиявс, Сериписут
Сериписут Тимиявс (тайск. เสรีพิศุทธ์ เตมียเวส; род. 3 сентября 1948, Тхабури, Таиланд) — таиландский политический деятель, генерал полиции, председатель «Тайской либеральной партии», член Палаты представителей Таиланда.
Сереписут — бывший генеральный комиссар Королевской полиции Таиланда в период с февраля 2007 года по апрель 2008 года при военной хунте. Был отстранён от должности премьер-министром Самаком Сунтхараветом по обвинению в коррупции. Хунта также назначила его директором аэропортов Таиланда.
Сереписут Тимиявс заработал свою репутацию благодаря нападениям на лидеров мафии, таких как «Камнан Пох» (Сомчай Кхунплюем) и «Пор Пратунам» (Пхайджит Таммаройфинидж). В ранние годы он сражался против «Коммунистической партии Таиланда» в северо-восточном регионе Таиланда, став получателем Ордена Рамы «Медаль Рамы за храбрость в действии», которую обычно вручали солдатам и редко полицейским. Также получил прозвище «Герой На Кэ».

## Личная жизнь
Женат на Пхатсависири Тепчатри Тимиявс и имеет троих детей.